# Strâmtura, Teceu
Strâmtura (în ucraineană Глибокий Потік, Hlîbokîi Potik) este o comună în raionul Teceu, regiunea Transcarpatia, Ucraina, formată numai din satul de reședință.

## Demografie
Componența lingvistică a comunei Strâmtura
     Română (98,59%)
     Alte limbi (1,19%)
Conform recensământului din 2001, majoritatea populației comunei Strâmtura era vorbitoare de română (98,59%), existând în minoritate și vorbitori de alte limbi.